# La Nuit sans lune
Pour plus de détails, voir Fiche technique et Distribution.
La Nuit sans lune (The Moon Is Down) est un film américain réalisé par Irving Pichel, sorti en 1943. Le film est une adaptation de  Lune noire de John Steinbeck. 

## Synopsis
Pendant la Seconde Guerre mondiale, des soldats allemands occupent une petite ville norvégienne.

## Fiche technique
- Titre original : The Moon Is Down
- Titre français : La Nuit sans lune
- Réalisation : Irving Pichel
- Scénario : Nunnally Johnson d'après Lune noire de John Steinbeck
- Photographie : Arthur C. Miller
- Montage : Louis R. Loeffler
- Musique : Alfred Newman
- Producteur exécutif : William Goetz
- Société de production : 20th Century Fox
- Pays d'origine : États-Unis
- Format : Noir et blanc - 1,37:1 - Mono
- Genre : drame
- Date de sortie : 1943

## Distribution
- Cedric Hardwicke : le colonel Lanser
- Henry Travers : Mr Orden, le maire
- Lee J. Cobb : le docteur Albert Winter
- Margaret Wycherly : Sarah Orden, l'épouse du maire
- Peter Van Eyck : le lieutenant Tonder
- Dorris Bowdon : Molly Morden
- William Post Jr. : Alex Morden
- E.J. Ballantine : George Corell
- Henry Rowland : le capitaine Loft
- Hans Schumm : le capitaine Bentick

Acteurs non crédités
- Ernst Deutsch : le major Hunter
- Ludwig Donath : Adolf Hitler (voix)
- John Banner : le lieutenant Prackle
- Trevor Bardette : Knute Pierson
- Hank Bell : un villageois
- Harry Cording : Albert
- Jeff Corey : Albert
- Edith Evanson : la femme de Ludwig
- Gibson Gowland : un villageois
- Gertrude Hoffmann : une villageoise
- Kurt Kreuger : Orderly
- Mae Marsh : une villageoise
- Charles McGraw : Ole
- John Mylong : l'officier d'état-major
- Frank O'Connor : un villageois
- Patrick O'Moore : le bombardier
- Dorothy Peterson : la mère de Carrie
- Irving Pichel : Peder
- Harry Tenbrook : un mineur
- Helene Thimig : Annie
- Paul Weigel : homme âgé
- Ian Wolfe : Joseph
- Natalie Wood : Carrie, la petite fille